# Nikithianós (Lassíthi)
Nikithianós, en grec moderne : Νικηθιανός, est un village du dème d'Ágios Nikólaos, dans le district régional de Lassíthi de la Crète, en Grèce. Selon le recensement de 2011, la population de Nikithianós compte 64 habitants. 
Il est situé à une altitude de 220 mètres, à une distance de 12 km d'Ágios Nikólaos et à 3 km, à l'est de Neápoli, au pied sud de la colline d'Ágios Antónios, où se trouve la ville antique de Dríros (el).

## Recensements de la population
| Recensements | 1900 | 1920 | 1928 | 1940 | 1951 | 1961 | 1971 | 1981 | 1991 | 2001 | 2011 |
| ------------ | ---- | ---- | ---- | ---- | ---- | ---- | ---- | ---- | ---- | ---- | ---- |
| Population   | 183  | 194  | 197  | 147  | 138  | 147  | 144  | 124  |      | 88   | 64   |

## Source de la traduction
- (el) Cet article est partiellement ou en totalité issu de l’article de Wikipédia en grec moderne intitulé « Νικηθιανός Λασιθίου » (voir la liste des auteurs).